# Amphilophus rhytisma
Amphilophus rhytisma är en fiskart som först beskrevs av López S., 1983.  Amphilophus rhytisma ingår i släktet Amphilophus och familjen Cichlidae. IUCN kategoriserar arten globalt som livskraftig. Inga underarter finns listade i Catalogue of Life.